# Гадегаст
Гадегаст (нем. Gadegast) — община в Германии, в земле Саксония-Анхальт. 
Входит в состав района Виттенберг. Подчиняется управлению Эльбауэ-Флеминг.  Население составляет 220 человек (на 31 декабря 2006 года). Занимает площадь 11,15 км².